# Triskaidekafobija
Triskaidekafobija je strah od broja 13. Strah od petka 13. se naziva paraskavedekatriafobija ili frigatriskaidekafobija.

## Primjeri
- Mnoge zgrade u svijetu pri brojanju katova potpuno preskoče broj 13, tako da s kata broj 12 se odmah ide na kat broj 14. Ovo se nekad primjenjuje i pri stavljanju brojeva na kuće ili sobe u hotelu.
- Skladatelj Arnold Schoenberg patio je od ove fobije. Smatra se da je to razlog zašto se njegova posljednja opera zove Mozes i Aron, umjesto pravilnog slovkanja Mozes i Aaron (Aaron s dva A) je taj što prvobitni naziv ima 12 slova, dok pravilni naziv ima 13 slova. On se rodio i umro 13-tog u mjesecu. Tijekom studiranja nije želio živjeti u kući koja se izdavala jer je bila broj 13, i plašio se svog 76. rođendana, jer je zbroj brojeva 7 i 6 broj 13. Za njega se veže jedna zanimljiva priča. Jako se plašio petka, 13-tog srpnja 1951. godine, jer je to bio prvi petak 13. njegove 76. godine. On je cijeli taj dan preležao u krevetu jer se plašio da je taj dan, dan njegove sigurne smrti. Nakon moljenja muža da se probudi i prekine s glupostima, njegova skeptična žena je ostala u stanju šoka kada je njen muž jednostavno izustio riječ harmonija i umro. Vrijeme njegove smrti je bilo 23:47, što je 13 minuta prije ponoći. Također kada se to zbroji (1+1+4+7) iznosi broj 13.
- Španjolski trkač motora Angel Nieto poznat je po tome što je rekao da je pobijedio na 12 + 1 Svjetskih Prvaka Motocikala. Njegova biografija se zbog te rečenice naziva 12 + 1.
- U Formuli 1, ne postoji auto s brojem 13. Broj je uklonjen nakon što su dva vozača pod tim brojem poginula u nesrećama.
- Američki tekstopisac i pjevač John Mayer na svom je posljednjem albumu imao 14 pjesama, ali je njegova 13 pjesma samo 0,2 sekunde tišine i nema naziv na albumu. Isto tako i album grupe Hot Hot Heat, Lift, nema na svom CD-u 13-tu pjesmu, već svega četiri sekunde buke. Razlog tome je što, kako neke zgrade nemaju 13-ti kat ni u liftu (naziv albuma) ne postoji puce za 13-ti kat.
- Neki smatraju da je umalo tragična sudbina Apola 13 k mjesecu dokaz da je broj 13 nesretan broj. Apolo 13 lansiran je u 14:13h po istočnom američkom vremenu na 11. travnja 1970. s lansirne rampe 39 (3 puta 13 je 39). Kada je po istočnom američkom vremenu 14:13, po centralnom američkom vremenu ono je 13:13h. Također po planu Apolo 13 je trebao obići orbite mjeseca na 13. travanj.
- U nizozemskom gradu Utrechtu na željezničkoj stanici ne postoji peron s brojem 13.